# Янко Бойчев
Янко Тодоров Бойчев е български офицер (генерал-майор).

## Биография
Янко Бойчев е роден на 15 февруари 1888 година в град Добрич. През 1906 година завършва Военното на Негово Княжеско Височество училище. Служи в 4-ти артилерийски полк и 27-и пехотен чепински полк. През 1911 година започва да учи в Торино в Инженерна и артилерийска апликационна академия. На следващата година е прехвърлен в Русия в Михайловската артилерийска академия в Санкт Петербург. Там остава няколко месеца поради избухването на Балканската война. От 1911 година служи в четвърти пехотен полк. В известен период от време е бил началник на Варненския укрепен пункт. От 1929 година работи в Държавната военна фабрика. През 1935 е началник на техническия отдел към Щаба на армията. Същата година излиза в запас.

## Семейство
Генерал-майор Янко Бойчев е жене и има 3 деца.

## Военни звания
- Подпоручик (19 септември 1906)
- Поручик (22 септември 1909)
- Капитан (5 август 1913)
- Майор (16 септември 1917)
- Подполковник (28 август 1920)
- Полковник (1928)
- Генерал-майор (1935)